# Bloc Republicà Autonomista
El Bloc Republicà Autonomista (BRA, en español: Bloque Republicano Autonomista) fue un partido político de español, de ámbito catalán, fundado en 1915 por Francesc Layret, Marcelino Domingo, Gabriel Alomar, Ángel Samblancat, David Ferrer y otros republicanos de izquierdas contrarios a la alianza con el Partido Republicano Radical de Alejandro Lerroux (Pacto de Sant Gervasi).
En su programa electoral se definía como republicano y catalanista, defensor de la autonomía de Cataluña, además de reivindicar las libertades y derechos de los obreros. Se presentó a las elecciones generales españolas de 1916 con un candidato independiente, el doctor Jaume Queraltó, pero la mayoría de los diputados los obtuvieron la Lliga Regionalista y el partido de Lerroux. En las elecciones provinciales de 1917 tampoco obtuvo representación. Junto con la Joventut Republicana de Lleida (en castellano: Juventud Republicana de Lérida) de Humbert Torres y Lluís Companys, y otros miembros de la Unión Federal Nacionalista Republicana se transformó en el Partit Republicà Català en 1917.
El diario barcelonés La Lucha ejerció como órgano del Bloc Republicà Autonomista.